# Peroni (bere)
Peroni este o bere lager italiană produsă de compania Birra Peroni începând din 1846. Compania Peroni face parte din octombrie 2016 din grupul japonez Asahi Breweries.
Marca de bere Peroni este produsă în fabricile grupului Asahi de la Roma, Padova și Bari, în timp ce malțul provine de la Malteria Saplo din Pomezia.

## Istorie
Berea Peroni a început să fie produsă în anul 1846 la Vigevano de către Francesco Peroni (1818–1894). În 1864 a fost deschisă o a doua fabrică la Roma. Fabrica din Roma a fost mutată în 1871 din zona Piazza di Spagna⁠(d) în zona Borgo Santo Spirito⁠(d), într-o clădire închiriată și apoi cumpărată de la administrația azilului Santa Maria della Pietà, înainte de a fi transferată definitiv în anul 1896 în zona Colosseumului.
Compania a fost condusă din 1867 de Giovanni Peroni (1848–1922), fiul lui Francesco, ajutat de fratele său mai mic, Cesare (1869–1948), care a făcut mai multe călătorii în Germania pentru a studia metoda de fabricare a berii de fermentație inferioară: aceste călătorii au stat la baza producerii a două tipuri de bere de fermentație inferioară: Vienna⁠(d) (cu o culoare galbenă și un gust ușor amar) și Monaco sau Baviera (cu o culoare mai închisă și un gust mai dulce).
Odată cu achiziționarea Società Romana della fabbricazione del ghiaccio e della neve artificiale, care a avut loc în 1901, a fost formată o societate în comandită pe acțiuni denumită Società Riunite Fabbrica di Ghiaccio e Ditta F. Peroni, care a devenit mai târziu (în 1907) Società Anonima Birra Peroni, Ghiaccio e Magazzini Frigoriferi, care a fost transformata definitiv în 1981 in S.p.A. Birra Peroni Industriale. O contribuție importantă la dezvoltarea companiei au avut-o fiii lui Giovanni: Francesco (1881–1967) și Giacomo (1884–1976) și ai lui Cesare: Franco (1905–1963) și Carlo (1911–1987).

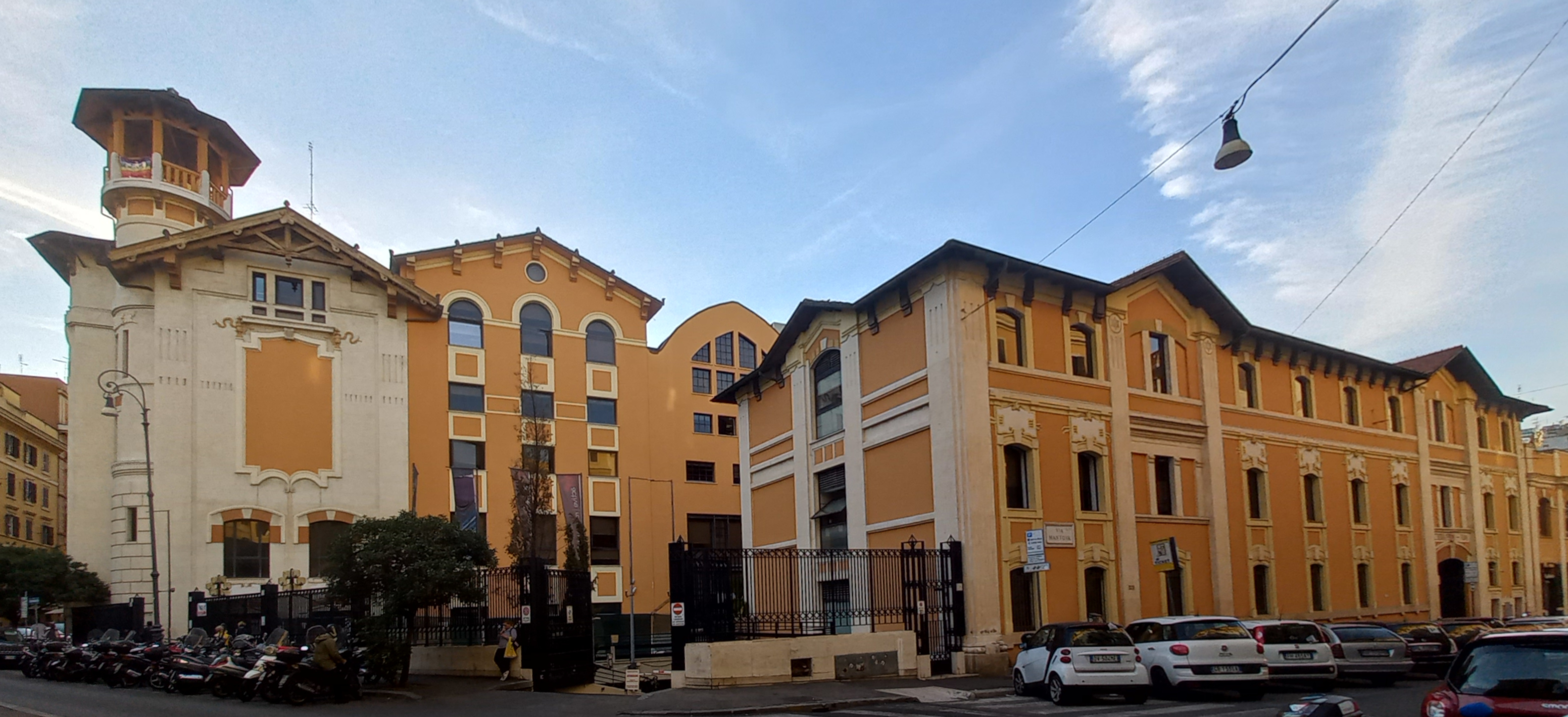
Vechile clădiri ale fabricii Peroni din Roma

La începutul secolului al XX-lea compania Peroni și-a lărgit aria de acoperire în zona romană, datorită unei flote de căruțe cu tracțiune animală pentru transportarea berii. Distribuția pe piață a berii Peroni a fost promovată în primii ani ai acestui secol cu ajutorul unor mascote populare, a unor personaje precum ciociaretto, al cărui nume provine de la ciocie, pantofi tipici cu șireturi folosiți de ciobanii din zona de jos a regiunii Lazio, și a chelnerilor. Prima reclamă pentru berea Peroni a apărut în 1910 și a contribuit la popularizarea mărcii.
O nouă fabrică a fost inaugurată în 1924 în orașul Bari, care, atunci când a devenit complet operațională, a produs 25.000 de hectolitri de bere Peroni pe an din producția totală anuală de 150.000 de hectolitri. La sfârșitul anilor 1920 a fost lansat un nou recipient de 20 de centilitri, denumit „Peroncino”, care s-a bucurat de un mare succes până în anii 1960 și a fost relansat apoi începând din 2015 după mai mulți ani de absență de pe piață.
Începând din anii 1960, berea Peroni a devenit cunoscută în toată Italia, grație sloganului Chiamami Peroni, sarò la tua birra („Spune-mi Peroni, eu voi fi berea ta”), creat de Nicola Lepore (1921–2000), și a unei serii de campanii publicitare: prima în care apărea top modelul german Solvi Stübing⁠(d) și, apoi, după ea, Jo Whine, Michelle Gastar, Anneline Kiel, Lee Richard, Milly Carlucci, Filippa Lagerbäck⁠(d), Adriana Sklenaříková, Jennifer Driver și Camilla Vest.
În 1963 a fost lansată pe piață berea Nastro Azzurro, care își datorează numele victoriei în 1933 a transatlanticului italian Rex⁠(d) în competiția pentru premiul Panglica albastră: noul produs a avut, la început, un succes mai mic pe piață, însă a fost modificat în cei doi ani de la lansare prin scăderea conținutului de alcool și reducerea amărelii sale, sporindu-și treptat cota de piață până în anii 2000, când a devenit cea mai vândută bere italiană pe piețele externe. În multe țări, printre care și Columbia, Nastro Azzurro este vândută sub numele dublu Peroni - Nastro Azzurro și este considerată o bere de calitate superioară, consumată doar în locurile cele mai luxoase și mai la modă.
În anii 1960 a fost deschis un oficiu comercial la New York, care a contribuit astfel la exportul berii Peroni în Statele Unite ale Americii. Reclama sa a fost concentrată pe asocierea cu stilul de viață italian și a contribuit la distribuția mărcii în peste 50 de țări de pe cinci continente. Berea Peroni a devenit tot mai populară la nivel mondial și s-a transformat într-un brand internațional în anii 1990. Ziarul britanic The Daily Telegraph a inclus berea Peroni, alături de mărci ca Ferrari și Gucci, printre simbolurile italiene de top. Berea Peroni este considerată o băutură răcoritoare, iar sortimentul cei mai cunoscut este clasicul Peroni cu o concentrație de alcool de 4,7%, în timp ce sortimentul cel mai tare este Peroni Gran Riserva cu o concentrație de 6,6%. În 2001 berea Peroni a câștigat Medalia de Aur a American Tasting Institute, iar în 2006 i-a fost decernată Medalia de Argint de către Comitetul de Organizare al premiilor Monde Selection⁠(d) de la Bruxelles.
În anii 2010 a avut loc o extindere progresivă a gamei prin producția de noi sortimente, inclusiv Peroni fără gluten, lansat în 2014, precum și Peroni Chill Lemon, un radler cu aromă de lămâie, și Peroni Cruda, un sortiment nepasteurizat lansat în 2017.

## Caracteristici
Berea Peroni este preparată cu următoarele ingrediente:
- apă în proporție de patru litri pentru litru de bere: apele dure sunt folosite pentru berile din categoriile Stout, Porter, Bock și Doppelbock, în timp ce apele moi sunt folosite pentru producerea berilor din categoriile Pils și Lager.
- malț de orz din soiul distico, provenit din diverse regiuni italiene
- porumb Nostrano Peroni nemodificat genetic – dezvoltat împreună cu Unitatea de Cercetare a Porumbului din Bergamo – care provine din soiurile italiene Nostrano dell'Isola, Scagliolo Marne și Marano, cultivate în mod tradițional în scopuri alimentare, în special pentru producția de polenta⁠(d); este folosit pentru producerea berii Nastro Azzurro
- hamei din soiurile saaz-saaz, tettnang și willamette
- drojdie din familia Saccharomyces⁠(d), care este folosită, de asemenea, pentru producerea vinurilor

## Sortimente

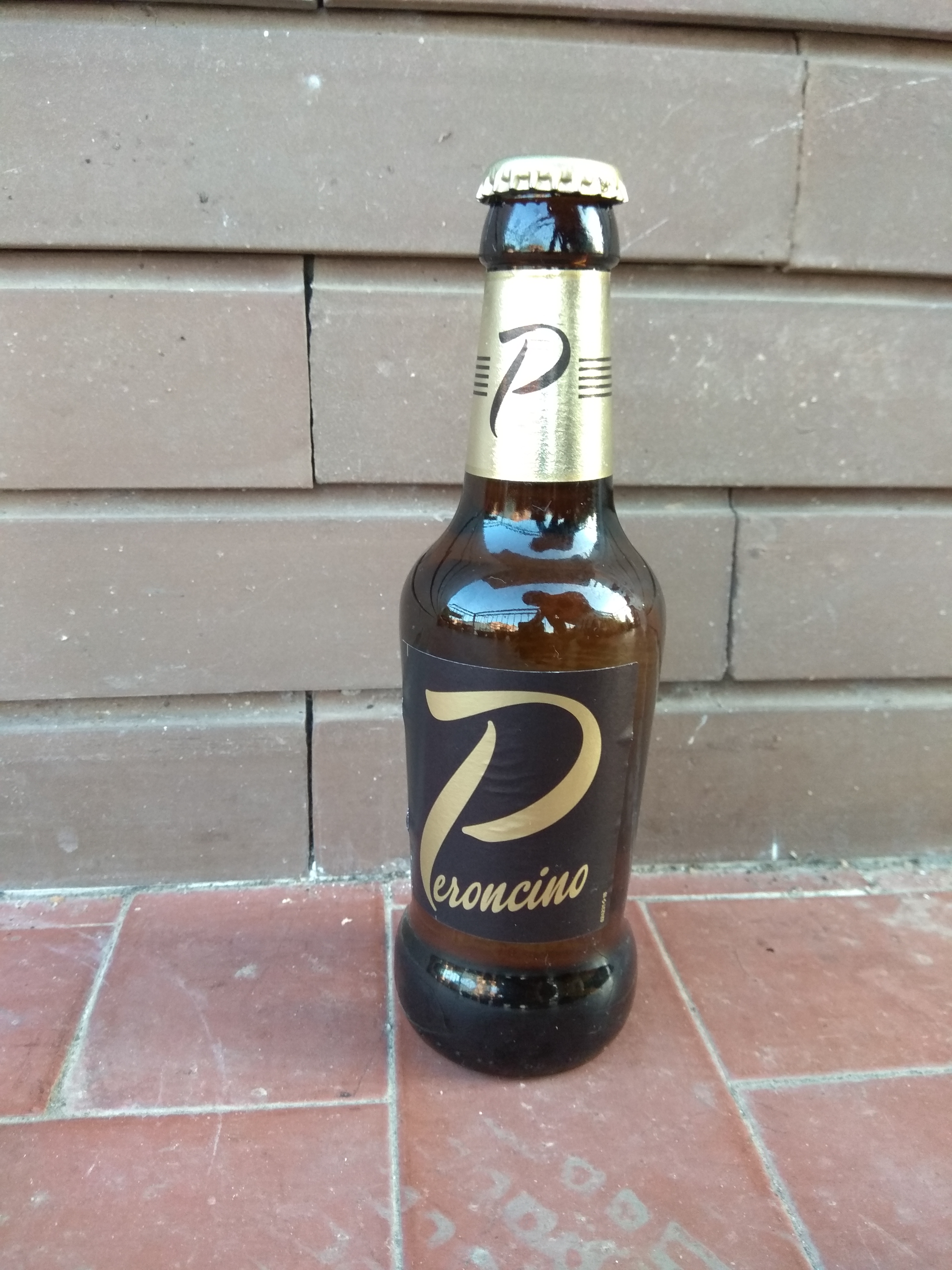
Sticlă de Peroncino

Berea Peroni este produsă în mai multe sortimente:
- Peroni – un lager pal cu o culoare galben pai și un gust ușor amar, cu aromă de hamei și malț; disponibil în sticle de 20, 33, 66 și 75 cl și în cutii de 33 sau 50 cl, precum și la dozator;[29]
- Peroni Gran Riserva Puro Malto – un lager premium produs din malț auriu italian, caracterizat printr-o aromă de cereale prăjite și hamei; disponibil în sticle de 50 cl;[30]
- Peroni Gran Riserva Doppio Malto – un doppelbock produs din malț italian închis la culoare cu aromă de cereale și malț prăjit, ușor condimentat, creat pentru a sărbători cei 150 de ani de activitate ai fabricii; disponibil în sticle de 50 cl;[31]
- Peroni Gran Riserva Rossa – un lager roșu de tip vienez⁠(d) obținut din malț chihlimbariu din Italia, cu gust solid și aromă de caramel; disponibil în sticle de 50 cl;[32]
- Peroni Gran Riserva Bianca – o bere din grâu obținută din malț de orz și de grâu din Italia, cu gust răcoros, aromă de cuișoare și culoare gălbuie tulbure; disponibilă în sticle de 50 cl;[33]
- Peroncino – un lager premium cu gust sec și revigorant și cu adaos de porumb; disponibil doar în sticle de 25 cl și conceput special pentru a fi consumat ca aperitiv⁠(d);[34]
- Peroni Senza Glutine – versiunea fără gluten a tradiționalei Peroni, disponibilă într-o sticlă de 33 cl;[35]
- Peroni Chill Lemon – un Radler cu aromă de lămâie, disponibil în sticle de 33 cl;[36]
- Peroni Non Filtrata – un lager nefiltrat din malț italian, cu o culoare opacă și aromă de cereale; disponibil în sticle de 33 și 50 cl;[37]
- Peroni Cruda (2017) – un lager nepasteurizat⁠(d) și microfiltrat la temperaturi scăzute cu un conținut de alcool⁠(d) de 4,6%, caracterizat printr-o culoare galben pai și un gust amar de hamei ce rămâne în gură.[38] Conceput de maistrul berar Giuseppe Menin, el a fost prezentat public în martie 2017.[27] În primii doi ani, berea a fost disponibilă doar în rețeaua HoReCa în sticle de 33 cl și în butoaie pentru dozatoare⁠(d) (keg).[39] Începând din 2019 a intrat în rețeaua de distribuție pe scară largă⁠(d). În 2017 a fost distins cu patru stele la categoria Pale lager la The Beer Awards 2017/2018,[40] iar în anul următor a fost premiat ca International Style Lager of The Year la New York International Beer Competition.[41][42]

## Promovare
În februarie 2021 echipa de formula 1 Aston Martin a anunțat un parteneriat cu Peroni pentru promovarea mărcii de bere fără alcool Peroni Libera 0,0%.

## Arhiva
Fondul Birra Peroni srl, care include și o colecție fotografică, a fost amenajat și conservat în Arhiva Istorică și Muzeistică „Birra Peroni” din Roma.